# Point limite
Pour l’article homonyme, voir Point limite en topologie.
Pour plus de détails, voir Fiche technique et Distribution.
Point limite (Fail-Safe) est un film américain réalisé par Sidney Lumet et sorti en 1964. Il s'agit d'une adaptation du roman Fail-Safe d'Eugene Burdick (en) et Harvey Wheeler (en). Le film traite d'un groupe de bombardiers nucléaires de l'US Air Force qui, à la suite d'une erreur technique, reçoit l'ordre d'attaquer Moscou. Le président des États-Unis, aidé de ses généraux et de ses conseillers, va tout faire pour arrêter les avions et empêcher le déclenchement d'une guerre nucléaire totale.

## Résumé
À Washington, le général Black de l'US Air Force fait un énième rêve dans lequel un matador espagnol tue un taureau devant une foule en liesse, mais il se réveille toujours en sueur avant la fin. Parlant avec sa femme, qui est inquiète pour lui, il doit assister à une conférence dirigée par le Dr Groeteschele, un politologue réputé pour son expertise sur la guerre nucléaire. Rejoignant un de ses subordonnés, qu'il est venu chercher en voiture, il part avec lui vers une base militaire.
Toujours dans la capitale américaine, Groeteschele, qui se révèle être un fervent anticommuniste, assiste à un dîner mondain où il écarte les craintes qu'une guerre atomique puisse sérieusement détruire la civilisation humaine. Discutant avec un invité, il explique que la guerre nucléaire, comme toute autre guerre, doit avoir un vainqueur et un perdant, et que les millions de personnes qui mourront sont le prix à payer pour mettre fin à la menace soviétique.
Dans une autre base militaire, pendant une inspection par un sénateur du congrès du système de surveillance de l'URSS, le radar d'alerte avancée du centre de commandement indique qu'un avion non identifié a pénétré dans l'espace aérien américain. Alors que les sirènes d'alarmes retentissent et que les bombardiers américains se dirigent déjà vers la frontière de l'Union Soviétique pour lancer une attaque préventive, l'intrus est identifié comme un avion de ligne civil qui a une panne de moteur. La tension redescend alors et les bombardiers reçoivent l'ordre de revenir, mais un flash apparaît subitement sur l'écran de contrôle. À la suite d'une erreur informatique, un des groupes de bombardiers, le Groupe 6, a reçu des ordres valides pour lancer une attaque nucléaire contre Moscou. Consternés par cette situation, les officiers américains décident d'en informer immédiatement le président, tandis que les tentatives visant à annuler l'ordre ne font qu'échouer. Conseillé par Groeteschele et d'autres militaires, le président décide de donner l'ordre d'abattre les bombardiers avant que les Soviétiques ne ripostent contre l'attaque. Les chasseurs américains se démènent pour intercepter les "Vindicators" en utilisant leur postcombustion, mais ils tombent à court de carburant avant de pouvoir atteindre le Groupe 6 et finissent par tomber dans les eaux arctiques.
Après cet échec, il est décidé de contacter le Premier secrétaire soviétique pour le convaincre que l'ordre donné aux bombardiers américains résulte d'une erreur. On apprend alors que les Soviétiques ont employé un système capable de brouiller les communications des avions américains. Ils acceptent de désactiver le brouillage, afin que le président américain puisse transmettre d'arrêter leur mission. Cependant les équipages ont pour consigne d'ignorer tout ordre reçu au-delà de la frontière soviétique, afin d'éviter une ruse de la part de l'ennemi. Les militaires américains décident alors d'aider les Soviétiques à abattre les Vindicators, mais les Soviétiques préfèrent suivre leur propre méthode, malheureusement sans succès. Le président américain peine à trouver une solution qui évitera un holocauste nucléaire et finit en désespoir de cause par proposer aux Russes un marché qui consiste à atomiser la ville de New-York si Moscou devait être détruite. Le premier secrétaire soviétique accepte cet accord, et le général Black reçoit l'ordre de monter à bord d'un bombardier nucléaire pour se diriger vers la ville portuaire.
La défense soviétique parvient enfin à détruire la majeure partie du Groupe 6, mais manque au dernier moment deux avions, dont l'un se sacrifie pour l'autre lors du barrage de feu de la défense anti-aérienne. Aux abois, les Soviétiques tirent toutes leurs armes sur le couloir aérien du Vindicator restant, mais il est trop tard. Alors que le dernier bombardier américain s'approche de Moscou, une communication par radio est établie avec Grady mais ni le président, ni sa propre femme ne réussissent à le convaincre que tout ceci est une erreur et qu'il n'y a pas de guerre ouverte. Alors que Grady vacille dans son raisonnement, une énième salve de missiles russes vise son avion mais il les évite en lançant un leurre avec son dernier missile défensif, les faisant exploser au-dessus de leur cible. Il accomplit ensuite sa mission, l'équipage mourant dans l'appareil pendant le bombardement. Apprenant que Moscou a été détruit, le président américain ordonne au général Black de procéder au bombardement de New-York en utilisant l'Empire State Building comme point d'attaque central. Avant d'appliquer l'ordre reçu, Black prend un poison qu'il a caché dans son uniforme. Alors qu'il est en train de mourir il comprend finalement le sens de son rêve : le matador n'est autre que lui.
Les derniers instants du film montrent des images de New-yorkais vaquant à leurs occupations quotidiennes, ignorants de la catastrophe imminente, suivies d'arrêts sur image de leurs visages lorsque la bombe nucléaire explose.

## Fiche technique
- Titre français : Point limite
- Titre original : Fail-Safe
- Réalisation : Sidney Lumet
- Scénario : Walter Bernstein, d'après le roman Fail-Safe d'Eugene Burdick (en) et Harvey Wheeler (en)
- Photographie : Gerald Hirschfeld
- Costumes : Anna Hill Johnstone
- Montage : Ralph Rosenblum
- Production : Sidney Lumet, Max E. Youngstein (en) et Charles H. Maguire
- Société de production : Columbia Pictures
- Pays de production :  États-Unis
- Format : noir et blanc - mono
- Genre : Drame, thriller, politique
- Durée : 112 minutes
- Dates de sortie[1] :
  - États-Unis : 7 octobre 1964
  - France : 25 février 1965
- Classification[2] :
  - États-Unis : Approved
  - France : tous publics
- Affiche : Georges Kerfyser (France)

## Distribution
- Dan O'Herlihy (VF : Jean-Paul Moulinot) : le brigadier général Warren A. Black
- Walter Matthau (VF : Paul-Émile Deiber) : le professeur Groeteschele
- Frank Overton (VF : Lucien Bryonne) : le général Bogan
- Ed Binns (VF : Henry Djanik) : le colonel Jack Grady
- Fritz Weaver (VF : William Sabatier) : le colonel Cascio
- Henry Fonda  (VF : René Arrieu) : le président des États-Unis
- Larry Hagman : Buck
- William Hansen (en) (VF : Fred Pasquali) : Swenson, le secrétaire de la Défense
- Russell Hardie (VF : Maurice Pierrat) : le général Stark
- Russell Collins (VF : Pierre Marteville) : Gordon Knapp
- Sorrell Booke : Raskob, un membre du Congrès
- Dom DeLuise (VF : Pierre Collet) : le sergent Collins
- Frieda Altman : Jennie, la secrétaire
- Nancy Berg : Ilsa Wolfe

## Production
Le tournage a lieu en avril 1963 à Westbury à Long Island (New York).
Hal Schaefer avait été engagé pour composer la musique du film mais Sidney Lumet a préféré se passer de musique pour son film.

## Autour du film
A la fin du film, lors du générique le message suivant apparait : « Les producteurs de ce film souhaitent souligner que la position du département de la défense et de l'armée de l'air des États-Unis est qu'un système de sécurité et de contrôles rigoureusement appliqué garantit que des événements tels que ceux décrits dans cette histoire ne peuvent pas se produire. » Le réalisateur expliquera qu'on les avait forcés a rajouter ces lignes afin de rassurer les spectateurs du film.
Stanley Kubrick, qui était en pleine production de Docteur Folamour (Dr. Strangelove), apprenant la production chez ECA du film de Sidney Lumet traitant d'un sujet très similaire, a intenté un procès pour plagiat et a obtenu en tractations hors tribunal que Columbia récupère les droits du film concurrent. La sortie de Point limite a donc été retardée pour mettre en avant le film de Kubrick : le film n'est sorti qu'en fin d'année, en octobre 1964, celui de Kubrick dès janvier 1964.

## Sortie vidéo
Point limite ressort en DVD et Blu-ray le 16 juin 2020 édité par Rimini Editions, avec en complément un commentaire audio du réalisateur, deux modules analytiques : "Un monde sans lendemain" avec Jean-Baptiste Thoret (36') et "Le style invisible de Lumet" (15') et un documentaire/making-of produit pour la sortie du remake de Stephen Frears en 2000 (16').

## Remaketélévisé
En 2000, la chaîne nord-américaine CBS diffuse le téléfilm Point limite, remake réalisé par Stephen Frears. Ce téléfilm est tourné en direct et retransmis instantanément à la télévision. On y retrouve, entre autres, George Clooney, Noah Wyle, Don Cheadle (tous trois acteurs dans la série Urgences), Harvey Keitel et Richard Dreyfuss.